# Greenshields Peak
Der Greenshields Peak ist ein 760 m hoher Berg an der Graham-Küste des Grahamlands im Norden der Antarktischen Halbinsel. Er ragt 1,5 km westlich der Magnier Peaks zwischen der Leroux-Bucht und der Bigo Bay auf.
Der Falkland Islands Dependencies Survey kartierte ihn anhand von Luftaufnahmen der Hunting Aerosurveys Ltd. aus den Jahren von 1956 bis 1957. Das UK Antarctic Place-Names Committee benannte ihn 1959 nach James Newbigging Hutton Greenshields (* 1923), Pilot bei der Falkland Islands and Dependencies Aerial Survey Expedition (1955–1956).